# Hovedgruppe
En hovedgruppe er en underdeling af det periodiske system, hvor alle atomer har samme elektronbesætning i yderste elektronskal. Dette medfører også, at de nogenlunde har samme kemiske egenskaber. Det er nemlig elektronstrukturen i yderste skal, der bestemmer et grundstofs kemiske egenskaber. 

## Navne
Nogle af hovedgrupperne har andre navne. Dette gælder
- 1. hovedgruppe – alkalimetaller
- 2. hovedgruppe – jordalkalimetaller
- 7. hovedgruppe – halogener
- 8. hovedgruppe – ædelgasser

Hovedgruppesystemet er dog blevet udkæmpet af et andet inddelingssystem. Med dette system bliver første og anden hovedgruppe til hhv. gruppe 1 og 2, mens tredje til ottende hovedgruppe er gruppe 13 til 18.